# Hôpital civil Marie Curie
L'hôpital civil Marie Curie est un hôpital belge à Lodelinsart (Charleroi), inauguré en 2014. L'hôpital remplace l'ancien hôpital civil de Charleroi.
L'hôpital civil Marie Curie dépend du centre hospitalier universitaire (CHU) de Charleroi intégré depuis 2023 dans la société coopérative intercommunale HUmani (CHU Charleroi Chimay) ainsi que de l'Université libre de Bruxelles.

## Histoire

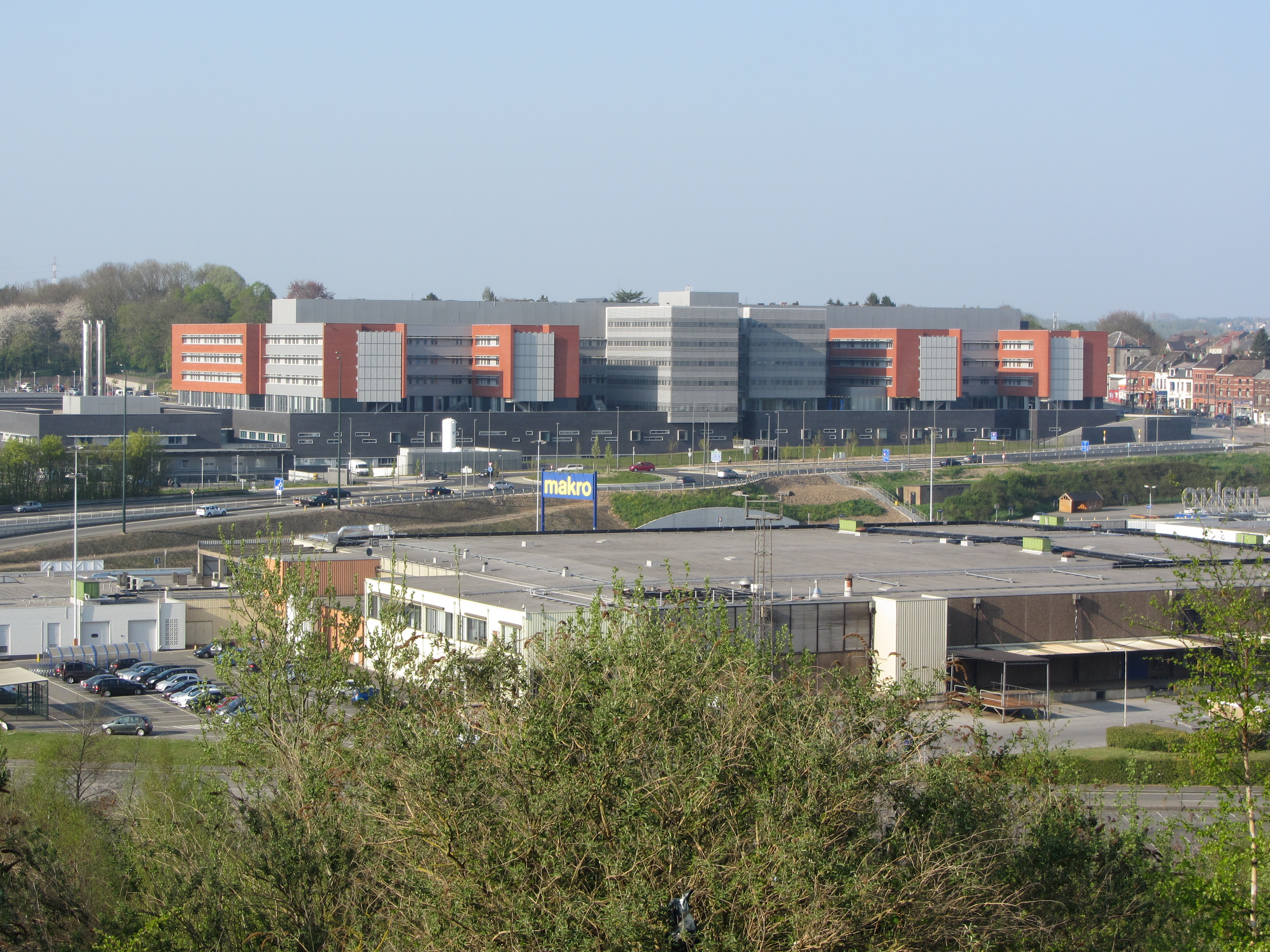
Hôpital civil Marie Curie

Le 30 juin 2003, le conseil d'administration de l'Intercommunale de Santé Publique du Pays de Charleroi avalise le projet de construction d'un nouvel hôpital sur le lieu-dit « Bon-Air » à Lodelinsart pour remplacer l'établissement hospitalier situé au boulevard Zoé Drion dans le centre-ville.
Le 2 août 2005, le permis d'urbanisme permettant la construction de l'édifice est accordé.
Le 25 octobre 2006, la première pierre est posée sur le site.
En septembre 2011, le nom de l’hôpital est choisi en référence à la scientifique Marie Curie.
Du 10 au 19 octobre 2014, a lieu le déménagement depuis l'ancien site vers les nouvelles installations.
L'inauguration officielle a lieu le dimanche 16 novembre 2014.

## Architecture
Le bâtiment a été conçu par le cabinet Art & Build. Le bâtiment ne comporte que des chambres individuelles (40 %) ou doubles (60 %).
En 2016, une sculpture monumentale de Félix Roulin, « Les Âges de l'Humanité », est installée dans le jardin de détente bordant le site hospitalier. L'atrium de l'hôpital abrite des œuvres de l'artiste-peintre Charles Szymkowicz.

## Description
L'hôpital civil Marie Curie dispose de 517 lits agréés, offrant la gamme complète des services médicaux.
Il est agréé « Trauma Center suprarégional » par l’organisme allemand de Traumatologie Cert iQ, ce qui certifie la qualité de la prise en charge pluridisciplinaire des patients polytraumatisés.
C’est à l’Hôpital Civil Marie Curie que se trouve le centre névralgique du pôle mère-enfant du CHU Charleroi-Chimay. Celui-ci est composé :
- d’une maternité assurant près de 2000 accouchements chaque année et pourvue d’une unité de soins intensifs pour les grossesses à hauts risques (Mother Intensive Care) ;
- d’un service de Néonatologie ;
- d’un service Pédiatrie.

## Accès
En transport en commun, l'hôpital civil Marie Curie est desservi depuis le centre de Charleroi en direction de l'arrêt « Lodelinsart, Marie Curie » via :
- le métro de Charleroi M3 (ligne Gare-Centrale - Gosselies Faubourg de Bruxelles) ;
- les autobus 50 (ligne Charleroi, Palais <-> Luttre, gare SNCB) et 172 (ligne Châtelet, Justice <-> Marchienne-au-Pont, Cartier).

## Distinctions
En 2022, l'Hôpital Civil Marie Curie a reçu la certification de « Stroke Centre » par l'European Stroke Organisation pour l'excellence de sa prise en charge des patients victimes d'un accident vasculaire cérébral.[réf. nécessaire]

Œuvres exposées dans l'atrium de l'hôpital.
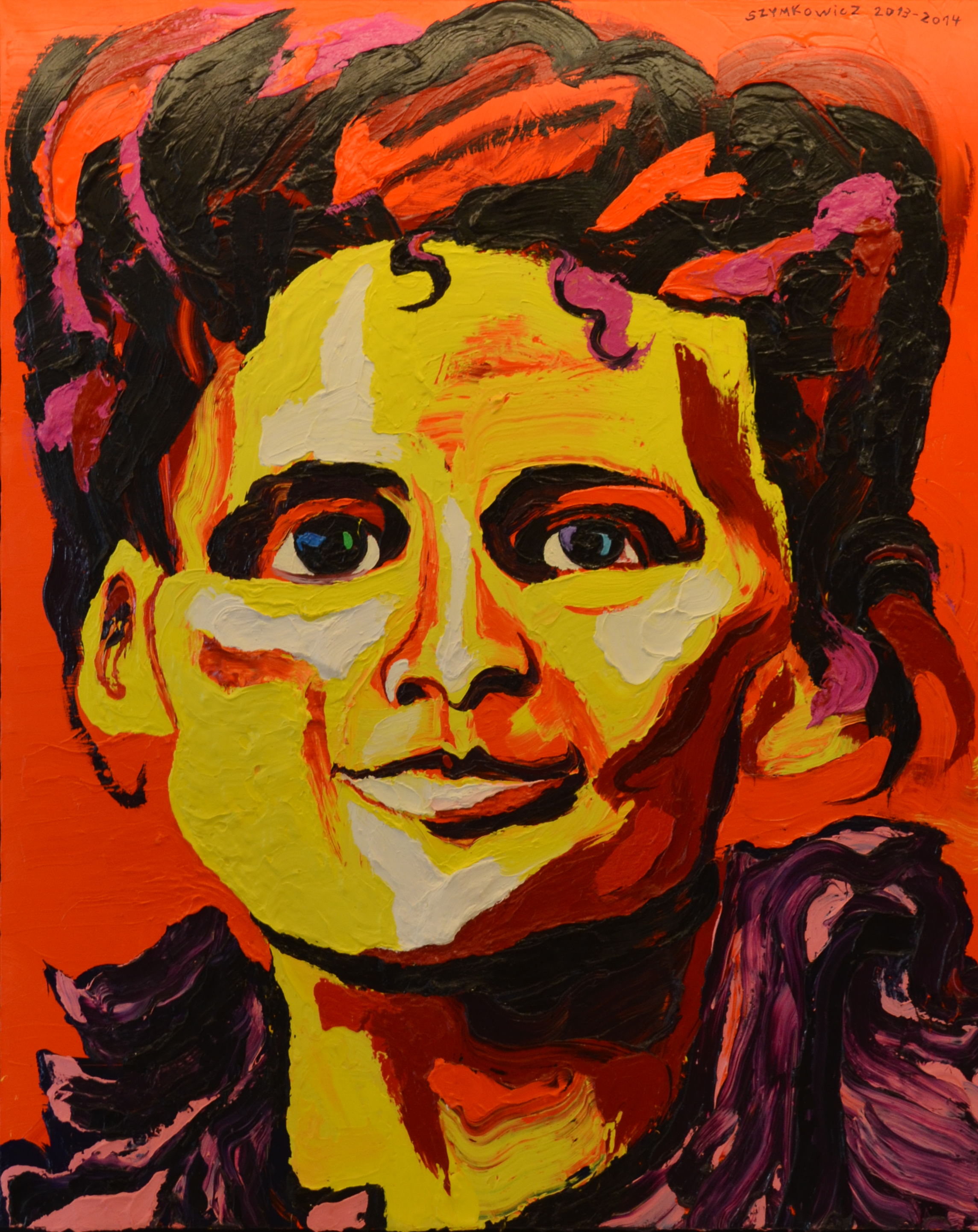
Charles Szymkowicz - Hommage à Marie Curie (extrait) (2013-2014).
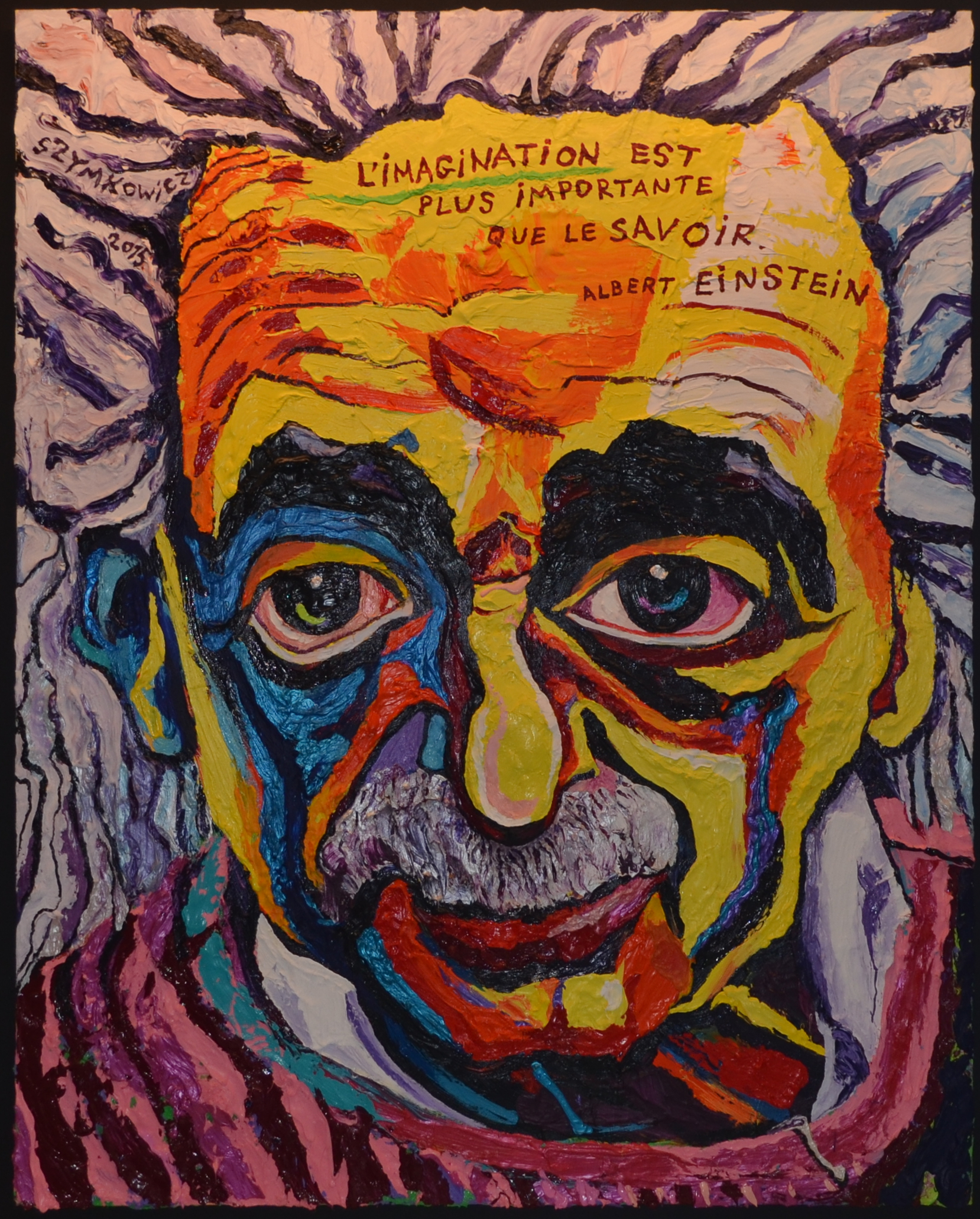
Albert Einstein (2015) par Charles Szymkowic.